# Trupanea formosae
Trupanea formosae är en tvåvingeart som först beskrevs av Friedrich Georg Hendel 1927.  Trupanea formosae ingår i släktet Trupanea och familjen borrflugor.
Artens utbredningsområde är Taiwan. Inga underarter finns listade i Catalogue of Life.